# 2006-os Giro d’Italia
A 2006-os Giro d’Italia volt a 89. olasz kerékpáros körverseny. Május 6-án kezdődött és Május 28-án ért véget.  Végső győztes az olasz Paolo Savoldelli lett.

## Végeredmény
|    | Versenyző              | Csapat | Idő            |
| -- | ---------------------- | ------ | -------------- |
| 1  | Ivan Basso             | CSC    | 91 óra 33' 36" |
| 2  | José Enrique Gutiérrez | PHO    | + 9' 18"       |
| 3  | Gilberto Simoni        | SDV    | + 11' 59"      |
| 4  | Damiano Cunego         | LAM    | + 18' 16"      |
| 5  | Paolo Savoldelli       | DSC    | + 19' 22"      |
| 6  | Sandy Casar            | FDJ    | + 23' 53"      |
| 7  | Juan Manuel Gárate     | QSI    | + 24' 26"      |
| 8  | Franco Pellizotti      | LIQ    | + 25' 57"      |
| 9  | Víctor Hugo Peña       | PHO    | + 26' 27"      |
| 10 | Francisco Errandonea   | LAM    | + 27' 34"      |